# 충현각
충현각(忠顯閣)은 충청북도 영동군 심천면 약목리에 있던 비각이다. 1997년 7월 4일 영동군의 향토유적 제47호로 지정되었다가, 2018년 9월 3일 해제되었다.

## 개요
이 충현각(忠顯閣)은 충신 송시영의 충절을 기리기 위해 조선 인조 17년에 명정되어 숙종 30년에 중수되었다. 영조 때 초강서원 경내로 이전한 후 4차의 중수를 거친 후 융희 21년(을사)에 대시 중수하였던 것을 1983년 11월 현 위치로 이건하였다. 그는 인조 5년 정주재란 때 의병을 일으켜 호국정신을 고취시켰고, 병자호란 때에는 관민의 위축된 사기를 북돋워 결사구국의 용기를 불러 일으켰다. 목조기와 1칸의 둥근기둥 맞배집이다.

## 해제 사유
유적이 철거됨에 따라 보존가치가 상실되었다.

## 참고 자료
- 충현각[깨진 링크(과거 내용 찾기)] - 영동군 문화관광